# Оптика и спектроскопия
«Оптика и спектроскопия» — советский и российский научный журнал, посвящённый оптике.

## История
Основан в 1956 году С. Э. Фришем как научное издание Отделения общей физики и астрономии АН СССР.
В журнале печатаются оригинальные статьи посвящённые всем разделам оптики (включая прикладную и техническую) и спектроскопии. Рассчитан на инженеров, научных работников, преподавателей и студентов высших учебных заведений. 
С самого начала он переводится на английский. ISSN: 0030-400X (бумажная версия) и 1562-6911 (электронная).
В 1973 году тираж составлял около 2500 экземпляров.

## Редакция
Редакция находится по адресу:  199034, Санкт-Петербург, Менделеевская линия, д. 1.
Главный редактор: академик РАН Евгений Борисович Александров.
Заместитель главного редактора: академик РАН Николай Николаевич Розанов. Ранее многолетним заместителем главного редактора был Михаил Олегович Буланин.
Заведующая редакцией: Екатерина Юрьевна Нагорная.